# 27 octobre 1965
Le mercredi 27 octobre 1965 est le 300e jour de l'année 1965.

## Naissances
- Atlee Mahorn, athlète canadien spécialiste des épreuves de sprint
- Bruno Lauer, manager, arbitre, et occasionnellement catcheur américain
- Caroline Avon,  journaliste et présentatrice de télévision française
- Cynthia Eckert, rameuse américaine
- Denis Mathen, politicien belge
- Jorge Páez, boxeur mexicain
- Michael O'Connor, costumier britannique
- Nils Koppruch (mort le 10 octobre 2012), musicien et peintre indépendant allemand
- Oleg Kotov, cosmonaute russe
- Oleg Genrichowitsch Saweljew, économiste russe
- Paul Broten, joueur de hockey sur glace américain
- Stefan Prein, pilote allemand de motoGP
- Vincent Mc Doom, Animateur de télévision

## Décès
- Camille Dussarthou (né le 4 décembre 1907), personnalité politique française
- François Clauzel (né le 19 mars 1900), joueur français de rugby à XV
- Guy Richardson (né le 8 septembre 1921), rameur d'aviron britannique
- Peter La Farge (né le 30 avril 1931), chanteur, guitariste et parolier américain

## Événements
- Création du club de football brésilien Quixadá Futebol Clube